# Аналитическая механика
В классической механике аналитическая механика исследует взаимосвязи между движением тел и его причинами, а именно силами, действующими на тела, и свойствами тел, в частности массой и моментом инерции. Фундаментом современной динамики является механика Ньютона и её переформулировка как лагранжева механика и гамильтонова механика.

## История
Эта область имеет долгую и важную историю, как заметил Гамильтон: «Теоретическое развитие законов движения тел — проблема такого интереса и важности, что она привлекла внимание всех выдающихся математиков с момента изобретения динамики как математической науки Галилеем, и особенно после того чудесного расширения, которое дал этой науке Ньютон». Уильям Роуэн Гамильтон, 1834 г. (Переписано в «Классической механике» Дж. Р. Тейлором, стр. 237)
Некоторые авторы (например, Тейлор (2005) и Гринвуд (1997)) включают специальную теорию относительности в аналитическую механику.

## Связь со статикой, кинетикой и кинематикой
Исторически сложилось так, что в классической механике было три раздела:
- «статика» (изучение равновесия и его связи с силами);
- «кинетика» (изучение движения и его отношения к силам)[5];
- «кинематика» (работа с последствиями наблюдаемых движений без учёта обстоятельств, их вызывающих)[6].

Эти три предмета были связаны с аналитической механикой по-разному. Один подход объединил статику и кинетику под названием динамика, которая стала разделом, занимающимся определением движения тел в результате действия определённых сил; другой подход разделил статику и объединил кинетику и кинематику под рубрикой аналитической механики. Этот подход распространен в инженерных книгах по механике и до сих пор широко используется механиками.

### Фундаментальное значение в инженерии, уменьшение внимания к физике
Сегодня аналитическая механика и кинематика продолжают считаться двумя столпами классической механики. Механика по-прежнему включена в учебные программы по классической механике, аэрокосмической промышленности и другим инженерным дисциплинам из-за её важности для проектирования машин, проектирования наземных, морских, воздушных и космических транспортных средств и других приложений. Однако немногие современные физики занимаются независимой трактовкой «аналитической механики» или «кинематики», не говоря уже о «статике» или «кинетике». Вместо этого весь недифференцированный предмет называется классической механикой. Фактически, с середины 20 века во многих учебниках для студентов и аспирантов по «классической механике» отсутствуют главы, озаглавленные «аналитическая механика» или «кинематика». В этих книгах, хотя слово «аналитическая механика» используется, когда ускорение приписывается силе, слово «кинетика» никогда не упоминается. Однако существуют явные исключения. Яркие примеры включают Лекции Фейнмана по физике.
Михаил Пупин утверждал в своих мемуарах, что он смог применить катушки Пупина на линиях связи благодаря труду Лагранжа «Аналитическая механика».

## Аксиомы и математические методы
- Вариационные принципы и лагранжева механика
- Гамильтонова механика
- Канонические преобразования
- Теория Гамильтона — Якоби.